# Бејтсбург-Лизвил (Јужна Каролина)
Бејтсбург-Лизвил (енгл. Batesburg-Leesville) град је у америчкој савезној држави Јужна Каролина.

## Демографија
По попису из 2010. године број становника је 5.362, што је 155 (-2,8%) становника мање него 2000. године.
| Група             | 2000.         | 2010.         |
| Белци             | 2.864 (51,9%) | 2.571 (47,9%) |
| Афроамериканци    | 2.519 (45,7%) | 2.500 (46,6%) |
| Азијати           | 11 (0,2%)     | 37 (0,7%)     |
| Хиспаноамериканци | 89 (1,6%)     | 193 (3,6%)    |
| Укупно            | 5.517         | 5.362         |